# Warenhaus Tietz (Schadowstraße 43–45)

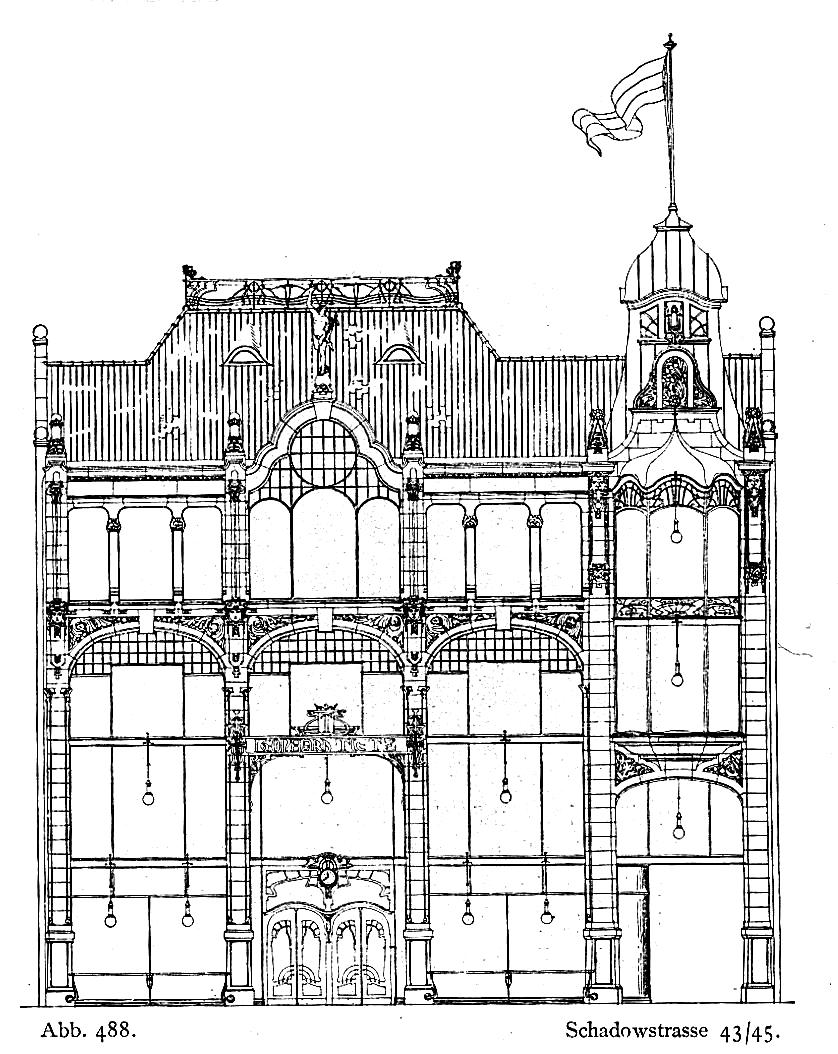
Straßenfassade des Gebäudes

Das Warenhaus Tietz an der Schadowstraße 43/45 in Düsseldorf wurde im Jahre 1899 nach Plänen des Düsseldorfer Architekten Fritz Hofmeister für die Firma Leonhard Tietz erbaut. Das Warenhaus galt zu jener Zeit als „die grösste Anlage dieser Art in Düsseldorf“. Heute befindet sich zwischen den Hausnummern Schadowstraße 41 und 47 die südliche Tunneleinfahrt der Berliner Allee in den Autotunnel am Kö-Bogen, vor dem Bau des Kö-Bogen-Tunnels ging diese in Fahrtrichtung Nord genau über das ehemalige Grundstück des Warenhauses Tietz.

## Beschreibung
Die „monumentale Fassade aus Sandstein“ war im Stil des Historismus gehalten und zeigte „moderne Formen mit Anlehnung an historische Bauweisen.“ Große Schaufensteröffnungen umfassten mehrere Geschosse und wurden von Pilaster in Kolossalordnung gegliedert. Das vierte Obergeschoss zeigte Blendarkaden. Die Mittelachse wurde vom Eingangsbereich eingenommen, gekrönt von einem Schweifgiebel und Merkurstatue. Durch den Eingang erreichte man einen stattlichen Lichthof mit eindrucksvoller Aufgangstreppe. Der Lichthof wurde umgeben von den Galeriegeschossen. An der Seite befand sich die Durchfahrt zur Klosterstraße und Kontorgebäude, bekrönt von einem turmartigen Aufbau. Die Passage wurde durch Anbringung von Schaukästen ausgenutzt. Die Baukosten betrugen 460.000 Mark.